# Czerwony smok (powieść)

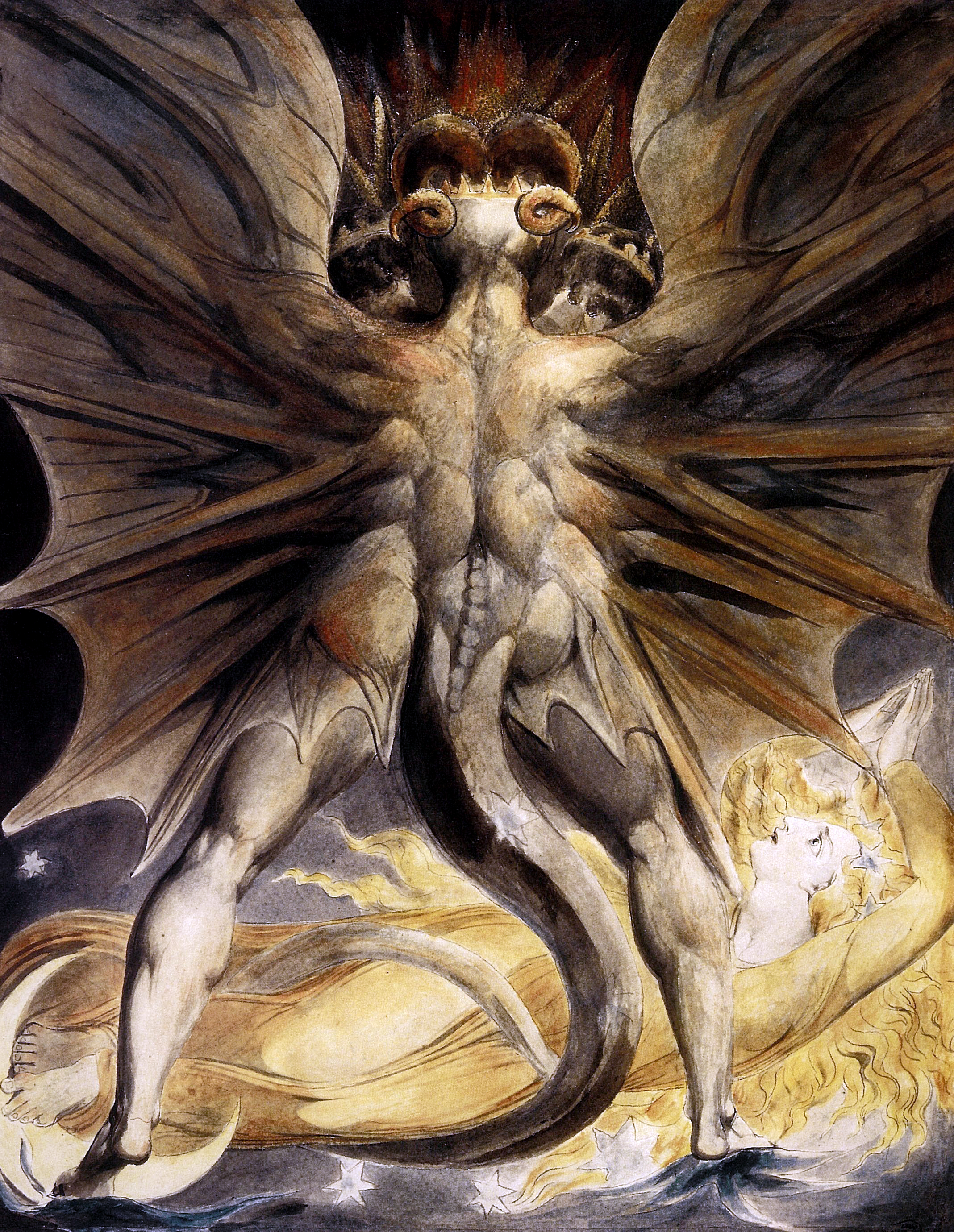
Obraz Williama Blake’a Czerwony Smok i kobieta ubrana w słońce

Czerwony smok (tytuł oryginału Red Dragon) to pierwsza część trylogii Thomasa Harrisa, w której pojawia się genialny psychiatra i seryjny morderca Hannibal Lecter. Powstała w 1981 roku, czytelnicy odkryli ją na nowo we wczesnych latach 90.
Na jej podstawie powstały dwa filmy: Łowca z 1986 roku i Czerwony smok (2001). Hannibal Lecter zdobył później wielką sławę dzięki Milczeniu owiec – filmowej wersji książki pod tym samym tytułem.

## Polskie przekłady
- Thomas Harris: Czerwony smok, tłum. Andrzej Marecki, Warszawa: Amber, 1994 ISBN 83-7082-671-7
- Thomas Harris: Czerwony smok, tłum. Tomasz Wyżyński, Warszawa: Albatros, 2013 ISBN 978-83-7885-772-3
- Thomas Harris: Czerwony smok, tłum. Marek Jurczyński, Katowice: Sonia Draga, 2018 ISBN 978-83-8110-520-0